# Processador de texto

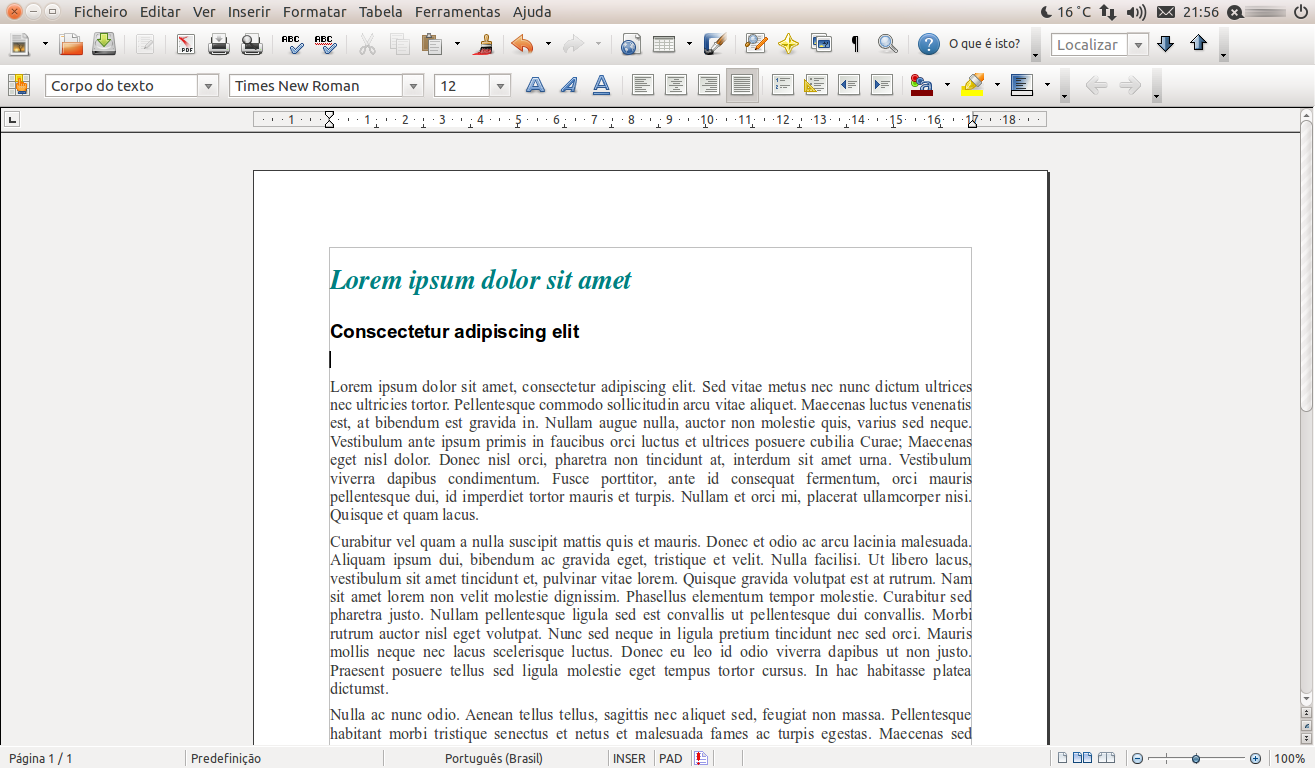
LibreOffice Writer, um dos principais processadores de texto livres

Um processador de texto é um programa usado para escrever no computador. Com ele, é possível criar desde documentos simples até arquivos profissionais, que são mais complexos, tais como: fax, cartas, currículos, ofícios, procurações e apostilas.
Um processador de texto é essencialmente um programa que simula o funcionamento de uma máquina de escrever, mas com recursos que facilitam e agilizam a produção, edição e finalização de texto.

## História
Os processadores de texto evoluíram de máquinas mecânicas, posteriormente integrando-se à tecnologia computacional. O termo processamento de texto surgiu nos anos 1970, inicialmente relacionado à otimização do trabalho de datilógrafos, mas logo passou a designar a automação de todo o ciclo de edição.
No início, os sistemas de processamento de texto combinavam tecnologias existentes e emergentes para desenvolver equipamentos autônomos, distintos dos computadores pessoais. O conceito derivou do processamento de dados, aplicado à administração desde os anos 1950.
Ao longo da história, houve três tipos de processadores de texto: mecânicos, eletrônicos e baseados em software.  

### Processamento de texto mecânico
O primeiro dispositivo de processamento de texto foi patenteado em 1714 por Henry Mill, sendo descrito como uma máquina capaz de "escrever de forma tão clara e precisa que não se distinguiria de uma imprensa".
No século XIX, William Austin Burt patenteou o typographer, seguido pela criação da primeira máquina de escrever reconhecível por Christopher Latham Sholes, descrita como um "piano literário".
Esses sistemas mecânicos apenas permitiam modificar a posição das letras na página. Foi apenas com a introdução da eletricidade e da eletrônica que o processo se tornou mais automatizado. O termo "processamento de texto" (do alemão Textverarbeitung) pode ter sido criado nos anos 1950 por Ulrich Steinhilper, executivo da IBM, ou por George M. Ryan, que registrou a marca no USPTO.
Nos anos 1970, o termo tornou-se comum em publicações sobre administração de escritórios e tecnologia, sendo reconhecido pelo New York Times em 1971.

## Funções especiais dos processadores de texto
1. Memorizar e recuperar texto (Macros). A maior parte dos processadores permite a memorização de cadeias de caracteres e a sua associação a uma combinação de teclas (normalmente ALT e outra), de forma que quanto essa combinação é premida, a cadeia pré-definida é automaticamente inserida no documento. Em alguns processadores mais avançados, as macros chegam a poder constituir verdadeiros pequenos programas, com os quais se podem criar novas funções e automatizar ou personalizar outras já existentes.
2. Correcção ortográfica e sinónimos. Uma função corrente em quase todos os programas é a da correcção ortográfica. Todas as palavras do documento são comparadas com as contidas num ficheiro-dicionário. Se uma palavra não constar do ficheiro é assinalada e é dada ao utilizador a alternativa de de a corrigir, adicionar ao dicionário ou ainda de a substituir por uma das alternativas propostas pelo programa, de palavras com grafia semelhante inscritas no dicionário. Apesar de muito útil, o corrector não detecta erros gramaticais, nem mesmo os erros ortográficos quando a palavra se encontra mal escrita mas existe uma igual no dicionário. Infelizmente apenas um reduzido número de processadores proporcionam dicionários com vocabulário português. O dicionário de sinónimos (Thesaurus), permite procurar termos alternativos e substituí-los no documento, mas a sua disponibilidade é muito menor que a dos dicionários para correcção ortográfica.
3. Documentos múltiplos e Janelas. Muitos programas permitem visualizar simultaneamente documentos distintos ou partes diferentes do mesmo documento em zonas separadas (Janelas) do écran, possibilitando mover texto de uma janela para a outra. Útil quando queremos ter presente o texto de um parágrafo ou documento quando estamos a editar outro.
4. Matemática. Esta função fornece a possibilidade de efectuar cálculos simples sobre números inseridos num dado documento, sem sair do processador.
5. Visualização do documento final. De uma forma ou de outra, os processadores procuram que a imagem vista pelo utilizador no écran se assemelhe ao que ele vai obter na impressora mas, por razões várias, nomeadamente questões de rapidez de operação, a reprodução fica normalmente longe de ser fiel. Isso obrigaria à impressão do documento para se conhecer a sua apresentação. A alternativa de muitos processadores que funcionam em modo texto é permitir a visualização em modo gráfico das páginas tal como aparecerão no documento final.
6. Gráficos. A denominação de processador de texto já é hoje inadequada para muitos programas, que não se limitam à edição de texto, mas também permitem a inclusão de imagens. Normalmente estas são importadas de outros programas, podendo ter sido geradas por eles (gráficos obtidos de folhas de cálculo, por exemplo) ou lidas por scanners.
7. Colunas e tabelas. Funções que permitem a apresentação de textos em mais de uma coluna, como nos jornais, e a criação automática de tabelas para a apresentação de dados numéricos.
8. Numeração automática de secções (Outlining). Esta função não teria grande utilidade se o processo de redacção de um texto não ocasionasse normalmente a alteração da sua estrutura. Mas como isso acontece frequentemente, a inclusão ou eliminação de uma dada secção acarreta a necessidade de renumerar todas ou pelo menos algumas das secções seguintes. A presença de uma função de numeração automática de secções elimina esse problema. Basta-nos definir o formato da numeração no início do documento e especificar o nível de cada secção, para que o programa se encarregue de as actualizar automaticamente
9. Notas. Esta função, não só renumera as notas incluídas no documento, cada vez que se adiciona ou apaga uma nota no meio do texto, como permite frequentemente situar as notas no fim dos capítulos ou no fim de cada página. Neste último caso, o processador calcula automaticamente o espaço necessário para a inclusão da nota de rodapé, fazendo avançar para a página seguinte o texto necessário para que a nota caiba na mesma página onde ela está assinalada no texto.
10. Referências cruzadas. Esta função permite que se faça uma referência a outra página, secção, ou até figura, tabela ou nota, em qualquer parte do texto, de forma que essa referência é automaticamente actualizada sempre que se altera o número do elemento referenciado.
11. Índices automáticos. Depois de definidos quais os títulos de secções a constar do índice, o programa gera-o automaticamente, indicando as páginas em que surgem esses títulos.
12. Formulários (Mail-merge). Esta função permite a obtenção de documentos em que parte da informação é variável, mas em que o corpo principal do texto é fixa. O caso mais comum é o de uma mesma carta enviada a um certo número de pessoas, que varia o nome e endereço das pessoas a quem a carta é remetida. A informação variável encontra-se contida num ficheiro próprio que pode ser elaborado de dentro do próprio processador, mas por vezes também pode ser lida de um ficheiro de uma base de dados.
13. Importação/Exportação. O ficheiro criado por um processador consta de dois elementos principais, do texto propriamente dito e de um certo número de códigos que contém a informação relativa à formatação, tipos de letra, etc. Cada processador utiliza um formato de ficheiro próprio com os seus códigos, mas todos permitem alguma forma de transferência de texto entre si. O processo mais simples é a da exportação/importação de ficheiros ASCII, mas nesta via perdem-se todos os códigos relativos à formatação do documento. Como alternativa, muitos programas incluem funções de leitura directa de ficheiros de outros processadores de texto ou até de folhas de cálculo.

## Processadores de texto populares
Existem vários processadores, alguns deles até gratuitos, como o LibreOffice Writer. Abaixo, alguns dos mais populares.

### Para desktop
| Processador         | Fabricante/Principal mantenedor | Livre | Licença      |
| ------------------- | ------------------------------- | ----- | ------------ |
| AbiWord             | Gnome                           | Sim   | GPL          |
| Ability Office Word | Ability                         | Não   | Proprietária |
| Corel Wordperfect   | Corel                           | Não   | Proprietária |
| Lotus Word Pro      | Lotus                           | Não   | Proprietária |
| LyX                 | Comunidade                      | Sim   | GPL          |
| Microsoft Word      | Microsoft                       | Não   | Proprietária |
| LibreOffice Writer  | The Document Foundation         | Sim   | LGPL         |
| KWord               | KDE                             | Sim   | LGPL         |
| Apple Pages         | Apple                           | Não   | Proprietária |

### Para tablets e smartphones
| Processador    | Fabricante/Principal mantenedor | Livre | Licença      |
| -------------- | ------------------------------- | ----- | ------------ |
| Apple Pages    | Apple                           | Não   | Proprietária |
| Documentos     | Google                          | Não   | Proprietária |
| Polaris Office | Infraware                       | Não   | Proprietária |
| Textilus       | Knowtilus                       | Não   | Proprietária |

### Online(Baseados na nuvem)
| Processador      | Fabricante/Principal mantenedor |
| ---------------- | ------------------------------- |
| Pages            | Apple                           |
| Google Docs      | Google                          |
| Authorea         | Atypon (part of Wiley)          |
| Word Online      | Microsoft                       |
| OnlyOffice       | Ascensio System SIA             |
| ThinkFree Office | Hancom Inc.                     |